# 環太平洋地域

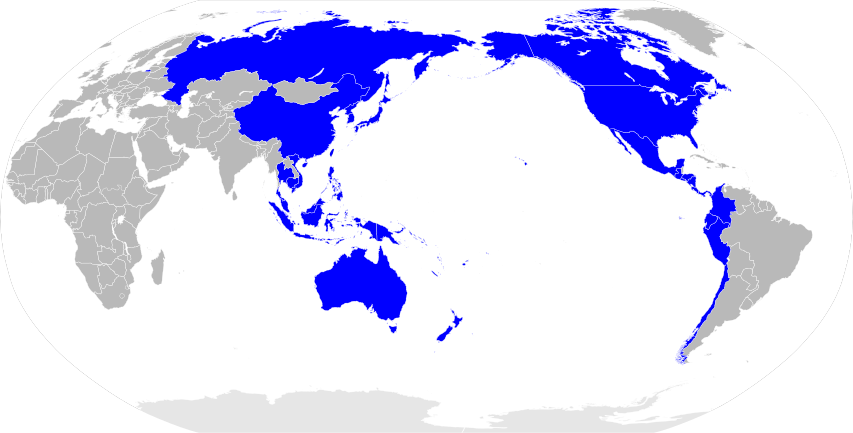
環太平洋とされる国々の領域

環太平洋地域（かんたいへいようちいき、Pacific Rim）とは、太平洋そのものと辺縁に位置する国々や都市、島々を含む地域を指す。環太平洋地域はその名の通り環太平洋火山帯と大きく重なっている。
この領域には、日本やアメリカ、中国のような世界経済の中心地が存在している地域でもあり、他にも台湾、香港、シンガポール、韓国、などのアジアの主要経済地域、オーストラリア、カナダ、メキシコ、ペルー、ロシアなどの天然資源、やインドネシアの人的資源、チリ、ニュージーランド、フィリピンなどの農業生産など、非常に多様性のある地域でもある。

## 環太平洋に存在している国と地域
一般的に太平洋に沿っており、環太平洋地域の一部であるとされている国と地域のリスト。
| - 東アジア - ロシア - 日本 - 北朝鮮 - 韓国 - 中国 - 香港 - マカオ - 台湾 - 東南アジア - ベトナム - カンボジア - タイ - マレーシア - シンガポール - ブルネイ - インドネシア - フィリピン - 東ティモール | - オセアニア (主権国家) - オーストラリア - パラオ - ミクロネシア連邦 - パプアニューギニア - ソロモン諸島 - ナウル - マーシャル諸島 - バヌアツ - ニュージーランド - ツバル - フィジー - キリバス - トンガ - サモア - ニウエ - クック諸島 | - オセアニア (海外領土・自治領) - オーストラリアの海外領土 - ノーフォーク島 - ニュージーランド王国 - トケラウ - フランスの海外県・海外領土 - ニューカレドニア - ウォリス・フツナ - フランス領ポリネシア - イギリスの海外領土 - ピトケアン諸島 - アメリカ合衆国の海外領土 - 北マリアナ諸島 - グアム - アメリカ領サモア - アメリカ合衆国 - ハワイ州 - チリ - イースター島 | - 北アメリカ - カナダ - アメリカ合衆国 - メキシコ - 中央アメリカ - グアテマラ - エルサルバドル - ホンジュラス - ニカラグア - コスタリカ - パナマ - 南アメリカ - コロンビア - エクアドル - ペルー - チリ |

## 交易や通商
太平洋は海運の温床であり、環太平洋諸国には世界で最も栄えている港湾50港の内の、29港が存在している。
| - 韓国 - 釜山港 (5位) - 日本 - 横浜港 (36位) - 東京港 (25位) - 名古屋港 (47位) - 神戸港 (49位) - 中華民国 - 高雄港 (12位) - 香港（中国） - 香港港 (3位) | - 中国 - 上海港 (1位) - 深圳港 (4位) - 寧波舟山港 (6位) - 広州港 (7位) - 青島港 (8位) - 天津港 (10位) - 廈門港 (19位) - 大連港 (21位) - 連雲港 (30位) - 営口市 (34位) | - フィリピン - マニラ港 (37位) - ベトナム - サイゴン港 (28位) - タイ - レムチャバン港 (22位) - マレーシア - クラン港 (13位) - タンジュン・ペレパス港 (16位) - シンガポール - シンガポール港 (2位) | - インドネシア - ジャカルタ港 (24位) - スラバヤ (38位) - カナダ - バンクーバー港 (50位) - アメリカ合衆国 - ロサンゼルス港 (17位) - ロングビーチ港 (18位) - シアトル港/タコマ港 (48位) - パナマ - バルボア (都市) (43位) |

## 団体と組織
環太平洋地域には様々な政府間及び非政府組織があり、アジア太平洋経済協力、東西文化技術間交流センターなど焦点を当てているものは多い。特にホノルルには環太平洋の多くの政府や非政府組織の本部がある。RIMPACの海軍演習も、ホノルルを本部とするアメリカインド太平洋軍司令部によって調整される。